# Eupithecia maspalomae
Eupithecia maspalomae är en fjärilsart som beskrevs av Rudolf Pinker 1961. Eupithecia maspalomae ingår i släktet Eupithecia och familjen mätare. Inga underarter finns listade i Catalogue of Life.